# John Connor
Pour l’article ayant un titre homophone, voir Jon Connor.
Pour l’article homonyme, voir John Connor (écrivain).
John Connor est un personnage de fiction créé par James Cameron. D'abord mentionné dans le film Terminator en 1984, il apparait pour la première fois dans Terminator 2 : Le Jugement dernier (1991).

## Biographie fictive
Le 12 mai 1984, un Terminator T-800 (modèle 101) arrive du futur, dont il est envoyé par Skynet, entité informatique indépendante qui a pris le pouvoir en 1997. La mission du Terminator est de tuer Sarah Connor, avant qu'elle ne donne naissance, un an plus tard, à John Connor, qui deviendra ensuite chef de la Résistance face aux machines. Pour éviter cela, John Connor envoie, depuis le futur (2029) le soldat Kyle Reese en 1984 pour protéger Sarah. Kyle et Sarah tombent rapidement amoureux et John est conçu durant la seule nuit qu'ils passent ensemble : Kyle est tué par le Terminator après une course-poursuite intense. Sarah parvient à écraser le T-800 dans une presse hydraulique. Elle s'enfuit ensuite vers le Mexique à bord de sa jeep, tout en enregistrant de nombreux messages sur cassettes destinés à son fils (né le 28 février 1985, d'après les informations contenues dans la voiture de police réquisitionnée par le T-1000).
1995 : John Connor a 10 ans. Il habite avec ses parents adoptifs, Todd et Janelle Voight, car sa mère biologique a été internée dans l'hôpital psychiatrique de Pescadero pour avoir voulu faire exploser une usine d'ordinateurs. C'est un adolescent rebelle qui désobéit à ses parents adoptifs et préfère « zoner » avec ses copains et faire de la motocross, en portant un t-shirt du groupe de rap Public Enemy.
Skynet, ayant échoué en 1984, tente maintenant de s'attaquer directement à John en envoyant le T-1000 pour le tuer. À nouveau, un protecteur est envoyé dans le présent. Il s'agit cette fois d'un T-800 reprogrammé par les résistants humains en 2029. John ordonne au T-800 de l'aider à libérer sa mère de l'hôpital psychiatrique où elle est internée. Malgré les risques de tomber sur le T-1000, il accepte. Une fois Sarah libérée, elle les conduit chez un vieil ami qui habite au Mexique pour se ravitailler en armes. Là, John se confie au Terminator sur ses années passées avec sa mère, avec des pères de substitution plus nuls les uns que les autres. John fait du Terminator venu pour le protéger un confident et il lui fait promettre de ne plus s'en prendre aux humains. Pendant ce temps-là, Sarah veut en finir avec Skynet et décide de supprimer l'informaticien de génie Miles Dyson qui, bien qu'il l'ignore, sera le créateur de la micropuce à l'origine de Skynet. Elle est incapable de mener à bien sa mission. Elle est rejointe par son fils et le T-800 qui expliquent tout à Dyson. Ensemble, ils décident de se rendre dans le bureau de Dyson à Cyberdyne et de détruire tous ses travaux et recherches. Dyson meurt dans l'explosion du bâtiment. Sarah, John et le T-800 sont poursuivis par le T-1000. Ils parviennent à le détruire en le faisant tomber dans du métal en fusion. John détruit également le bras et la micropuce du T-800 de 1984, qui avait été conservés chez Cyberdyne. John et Sarah pensent qu'ils ont à jamais écarté tout danger mais le Terminator leur apprend qu'il possède lui aussi une puce qu'il faut détruire. Il demande à Sarah de le faire descendre dans la fonderie. John est très affecté par ce sacrifice de cet « ami » qui avait été pour lui une figure paternelle.
2004 : John a alors 19 ans. Il erre de ville en ville sans autre but que la fuite. Tout ce que lui avait annoncé sa mère, la fin du monde pour le 29 août 1997, ne s'est pas produit. De plus, Sarah est morte d'une leucémie et John est désormais seul. Alors qu'il se réfugie dans une clinique vétérinaire, il retrouve une ancienne camarade de classe, Katherine « Kate » Brewster. À l'autre bout de la ville, le T-X tente de trouver et supprimer tous les futurs lieutenants de John Connor qui sera alors chef de la Résistance contre les machines en 2029. Kate Brewster se trouve sur cette liste. Le T-X la localise en identifiant des traces du sang de John à la clinique. John et Kate sont sauvés par le T-850 envoyé depuis le futur par la Résistance. Le T-850 apprend à John et Kate que le Jugement Dernier aura bien lieu mais qu'il a été repoussé en 2004 et qu'on ne pourra l'éviter. Ils apprennent aussi que, dans le futur, ils seront mariés et que Kate occupera de hautes fonctions dans la Résistance. Le T-850 a pour mission de protéger John et Kate et de les mettre en lieu sûr lorsque l'attaque des machines aura lieu. Le T-850 avoue à John qu'il a été tué le 4 juillet 2032 et que c'est Kate qui l'a renvoyé en 2004. Il leur apprend également qu'une autre cible prioritaire de Skynet est le père de Kate, le Lieutenant-Général Robert Brewster, le seul homme à pouvoir détruire Skynet avant son activation. Il foncent vers sa base pour le sauver, mais arrivent trop tard: il est mortellement blessé par le T-X et à tout juste le temps d'envoyer Kate et John à un abri anti-atomique censé hébergé le programme central de Skynet. Alors qu'ils y arrivent, le T-850 se sacrifie pour tuer le T-X qui est à leur recherche. Alors que Skynet prend le contrôle des missiles nucléaires et les retourne contre la Terre, John et Kate comprennent que leur mission était seulement de survivre à cette attaque, l'abri anti-atomique n'ayant jamais été le siège de Skynet, qui est en réalité déjà dispersé dans le cyberespace. C'est depuis leur abri anti-atomique qu'ils commencent ensemble à organiser la Résistance et la survie de l'humanité.
Pendant les 14 années de la lutte entre la Résistance et les Machines, John Connor est lieutenant d'un petit groupe de résistants mais gravit les échelons rapidement jusqu'en 2015, où il devient chef d'une armée de résistants appelée Tech-Com. Il réussit malgré tout à prendre de l'influence sur tous les soldats humains et non les hauts-gradés de la Résistance.
2018. John a maintenant 33 ans et est un résistant chevronné et très expérimenté. Il est marié à Kate Brewster, qui attend un enfant de lui. Malgré son expérience, Connor n'est pas au sommet de la hiérarchie de la Résistance, car les dirigeants le prennent pour un prophète peu crédible. Motivé pour sauver Kyle Reese, son « futur père », il décide de s'allier contre toutes ses croyances à Marcus Wright, pour infiltrer la base de SkyNet. Gravement blessé à la suite de l'opération, il est sauvé par le cyborg Marcus, qui lui donne son cœur. En apprenant que le général Ashdown, commandant suprême des forces armées humaines, a été tué dans son QG avec ses hommes, il devient chef de facto de la Résistance et contrôle désormais les armées humaines qui luttent contre les forces de Skynet, comme l'annonçait la prophétie.
2029. Le film Terminator Genisys commence lorsque John Connor, commandant suprême de la Résistance, lance l'opération Chronos qui consiste à détruire l'unité centrale de Skynet sous les montagnes Cheyennes au Colorado. Après avoir presque détruit Skynet, ce dernier envoya un Terminator T-800 pour éliminer Sarah Connor dans le passé. Lorsque Connor envoya Kyle Reese dans le passé afin de sauver Sarah, il fut attaqué par un Terminator modèle T-5000 qui n'est autre que Skynet lui-même. L'intelligence artificielle s'est implantée dans la conscience d'un nouveau modèle de Terminator afin d'assurer sa survie. Il attaqua John Connor, tua les soldats de la Résistance participant à l'opération Chronos, et transforma Connor en un modèle de Terminator T-3000 par le processus des nanorobots. John Connor, maintenant au service de Skynet, voyagea en 2014 afin d'assurer la survie de son maître en sauvant le projet Genysis : un programme chargé de connecter tous les appareils informatiques à Skynet. Mais le programme fut saboté en 2017 par Kyle Reese, Sarah Connor et son gardien T-800. John Connor combattit ses parents, mais fut finalement vaincu par le gardien qui utilisa la machine à voyager dans le temps, afin de le détruire. John Connor meurt finalement en même temps que l'explosion des édifices Genysis.

### Biographie alternative
Dans une fin alternative du film Terminator 2 : Le Jugement dernier, on voit John âgé et père d'une petite fille. Sarah Connor raconte que son fils est désormais sénateur et qu'il tente de changer le monde grâce à la diplomatie et non grâce aux armes.
Dans la série Terminator : Les Chroniques de Sarah Connor, en 1999, John et Sarah tentent de mener une vie normale après les évènements de 1995. Mais ils craignent d'être arrêtés pour avoir détruit le bâtiment de Cyberdyne (avec l'aide du T-800 et de Miles Dyson). Au lycée, John est attaqué par un Terminator venu du futur qui s'était fait passer pour un professeur. Il est secouru par Cameron Phillips, une Terminatrice reprogrammée envoyée depuis l'année 2027 pour le sauver. John découvre que le jour du Jugement Dernier a seulement été repoussé au 21 avril 2011. Cameron utilise alors la technologie pour aller avec John et Sarah dans le futur : en 2007 pour empêcher la création de Skynet. Arrivé en 2007, John entre à la Campo de Cahuenga High School, sous le pseudonyme de John Baum. John se lie d'amitié avec Morris et Riley Dawson. Il rencontre également un certain Derek Reese, envoyé depuis le futur, et qui n'est autre que le frère de Kyle Reese, son propre père. Derek est donc son oncle. John est devenu un jeune hacker très doué qui peut pirater n'importe quel réseau, surtout celui du LAPD.
Au début de Terminator: Dark Fate, on voit John encore adolescent vivant au Guatemala avec Sarah après les événements de Cyberdyne. Mais un Terminator T-800 Modèle 101 parvient à retrouver leur trace et assassine John sous les yeux de Sarah.

## Description

### Physique
À travers les différents acteurs qui ont interprété son rôle, le John (du futur) est toujours décrit comme un homme athlétique et aux cheveux coupés court.
Lors de la guerre contre les machines, John a une cicatrice au visage, expliquée dans Terminator Renaissance.

### Personnalité
Lors de sa deuxième apparition, dans Terminator 2 : Le Jugement dernier, John Connor est présenté comme un adolescent rebelle et asocial. Très affecté par le fait qu'il n'a pas (encore) connu son père et que sa mère a passé la plupart du temps dans un asile psychiatrique, John s'est forgé un caractère individuel et débrouillard. Lorsqu'il prend conscience de la réalité et du rôle qu'il va jouer dans le futur, il accepte ses responsabilités et se lance dans la destruction de Cyberdine avec sa mère et le T-800.
Dans Terminator 3 : Le Soulèvement des machines, il ne semble plus vouloir du futur auquel il est promis, il menace même à un moment de se suicider parce qu'il refuse son destin. C'est seulement au moment du Jugement Dernier que John va accepter son rôle de chef aux côtés de sa (future) femme Kate Brewster.
Dans Terminator Renaissance, John est haut gradé de la résistance. Il est respecté par ses hommes mais pas par ses supérieurs, il considère toute vie humaine comme précieuse et n'hésite pas à se rebeller contre l'état-major militaire et infiltrer seul, au péril de sa vie, la base de Skynet située à San Francisco pour sauver des civils et son père, Kyle, alors adolescent.

## Création du personnage
Le cinéaste James Cameron a déclaré que la chanson Russians de Sting lui a inspiré le personnage de John Connor.

### À propos du nom
Il porte le nom de sa mère. Son prénom lui a été donné par sa mère à la suite de la révélation de son père, Kyle Reese, qui avait appris à Sarah qu'il se prénommerait ainsi (Terminator).
Plusieurs critiques voient dans le nom les initiales de Jésus-Christ et font des parallèles entre l'histoire du Christ et de John Connor, avec le statut de messie pour sauver le monde du jugement dernier,,.

### Interprètes
Dans Terminator 2 : Le Jugement dernier, c'est Edward Furlong qui joue John Connor adolescent dans la majeure partie du film. Il est incarné par Michael Edwards pour les flashforwards et par le vrai fils de Linda Hamilton, Dalton Abbott, lorsqu'on le voit bébé dans un rêve de Sarah Connor. Dans Terminator 3, il est interprété par Nick Stahl tout au long du film. Dans Terminator : Les Chroniques de Sarah Connor, il est joué par Thomas Dekker. John DeVito joue le jeune Connor dans un épisode, et dans Terminator Renaissance c'est Christian Bale qui interprète le personnage. Six ans plus tard, Jason Clarke interprète un John Connor transhumain dans Terminator Genisys. Dans Terminator: Dark Fate, Edward Furlong reprend son rôle.

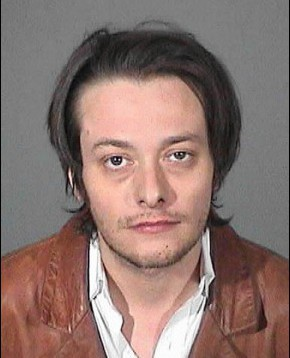
Edward Furlong interprète John Connor adolescent dans Terminator 2 : Le Jugement dernier et John Connor adulte[réf. nécessaire] dans Terminator: Dark Fate.
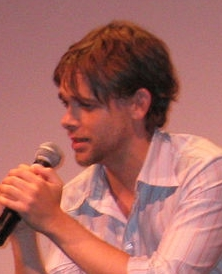
Nick Stahl interprète John Connor dans Terminator 3 : Le Soulèvement des machines.
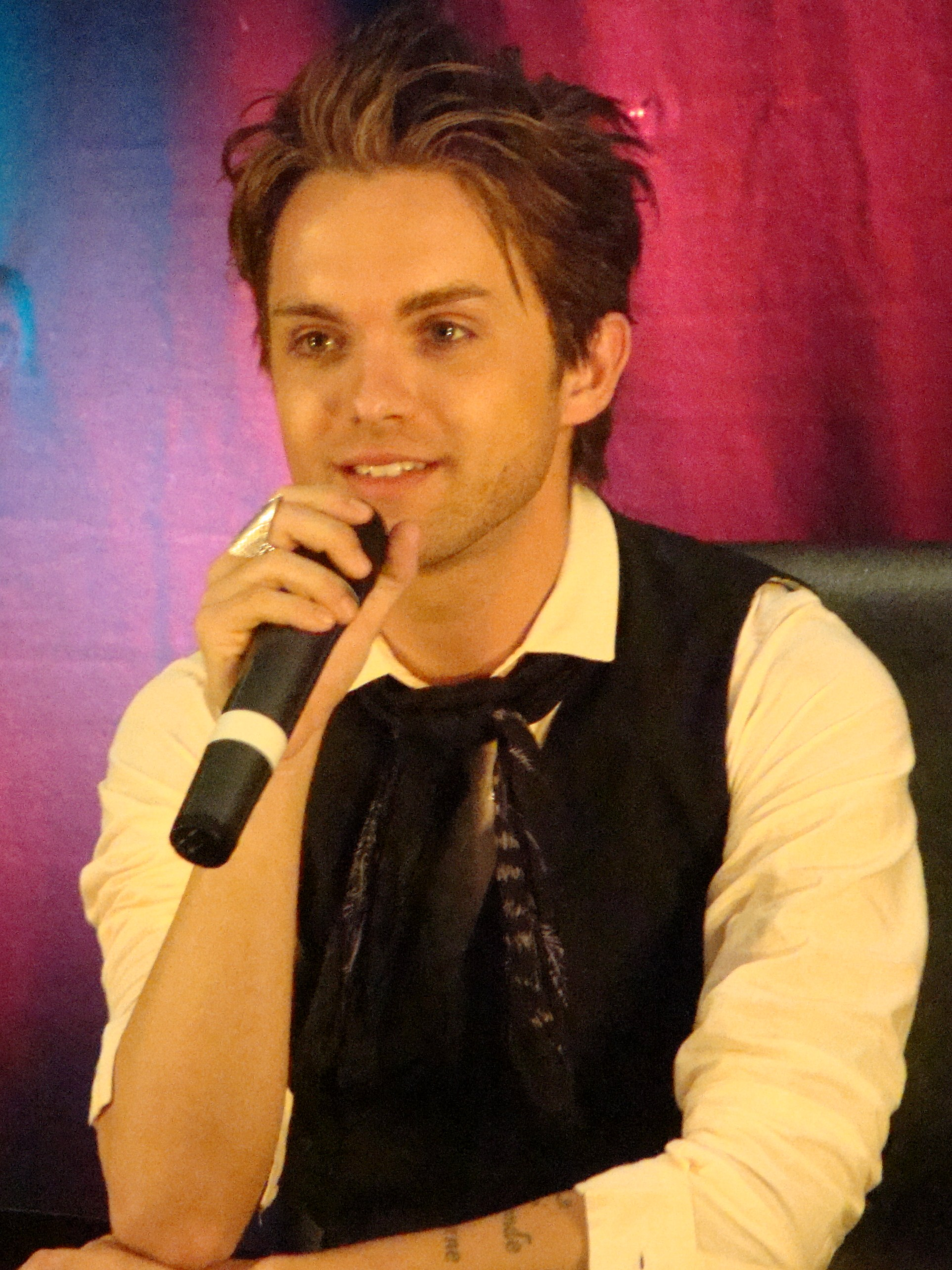
Thomas Dekker interprète John Connor dans Terminator : Les Chroniques de Sarah Connor.
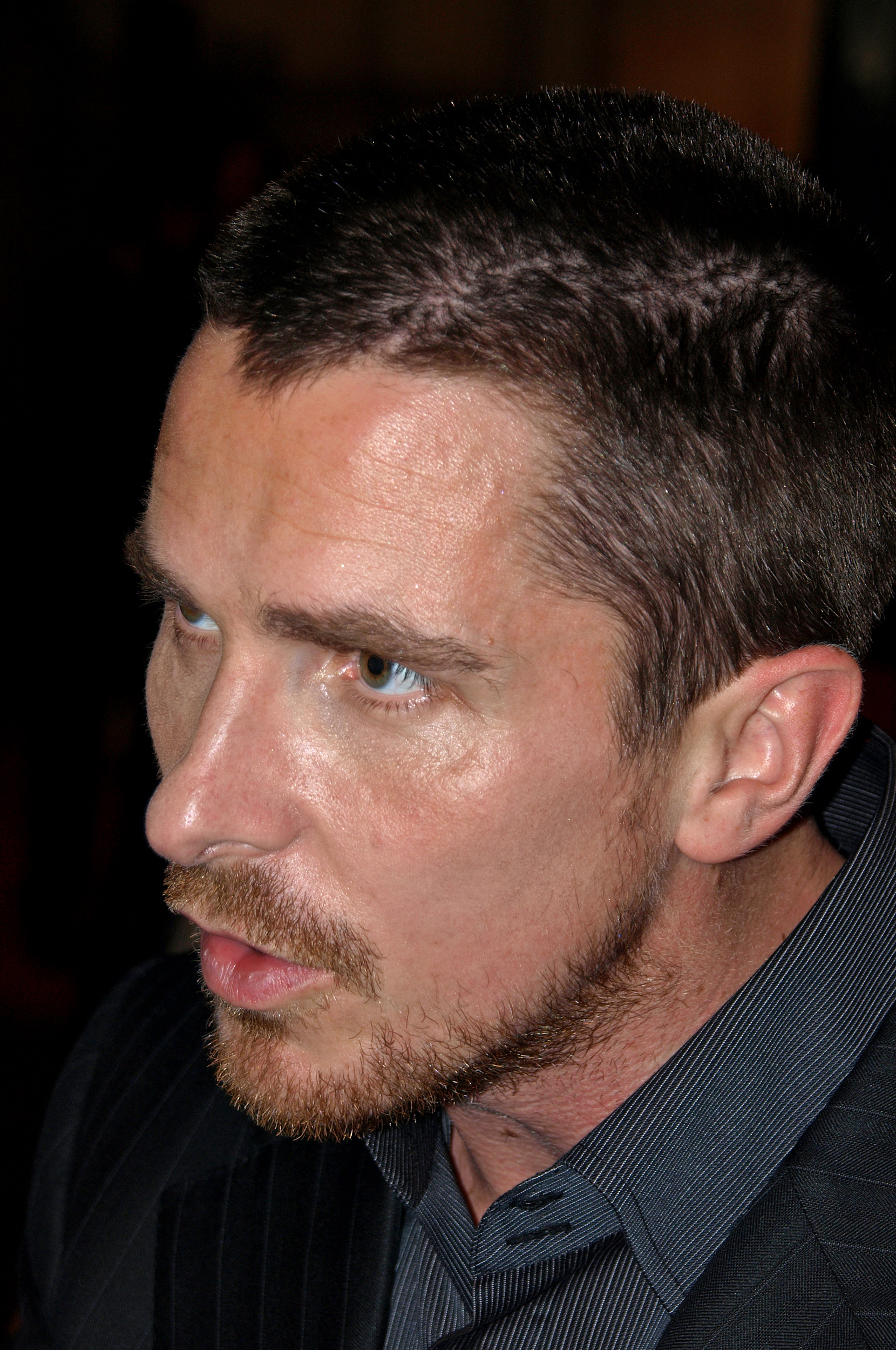
Christian Bale interprète John Connor dans Terminator Renaissance.
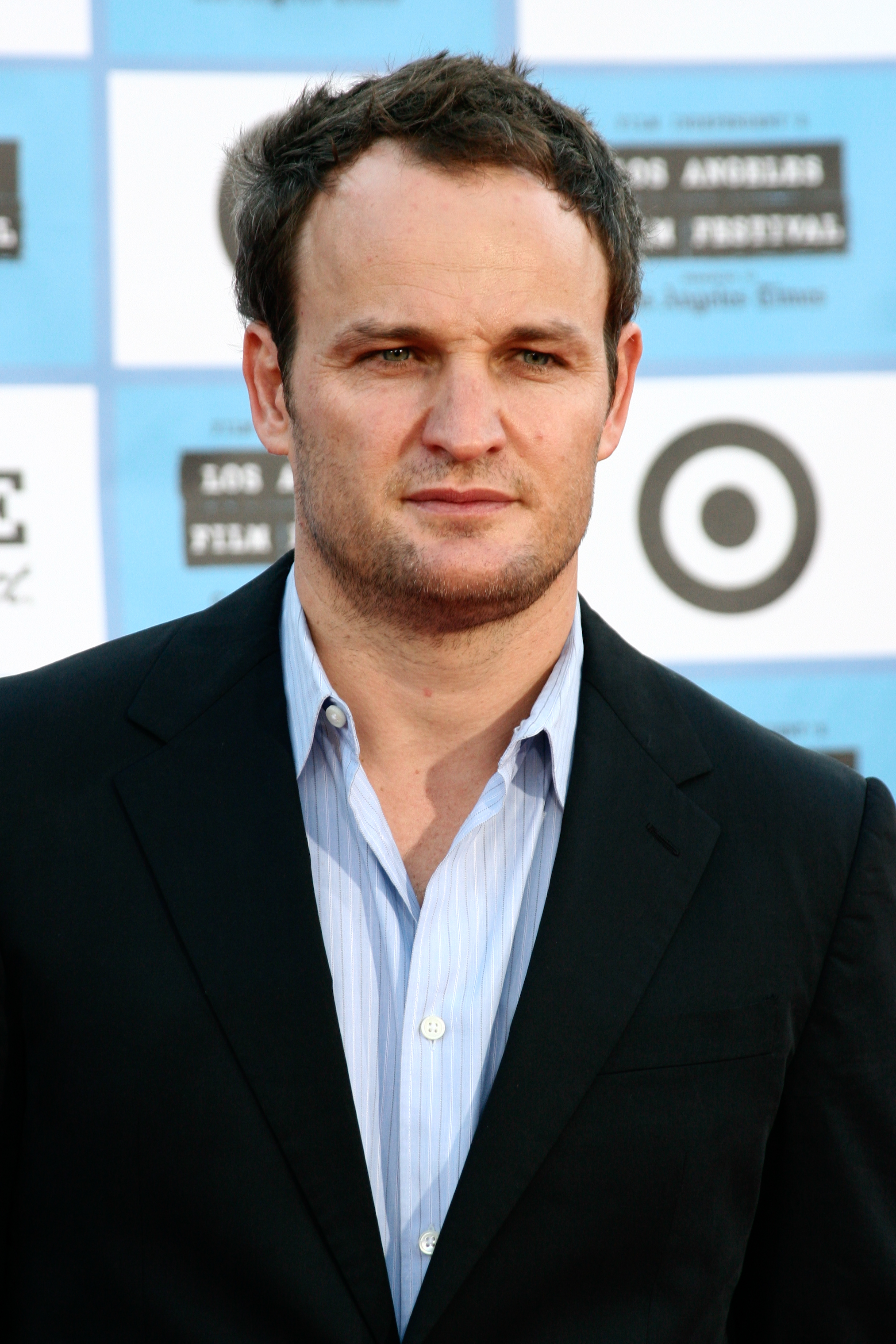
Jason Clarke interprète John Connor dans Terminator Genisys.

## Œuvres où le personnage apparaît

### Cinéma
- 1991 : Terminator 2 : Le Jugement dernier de James Cameron, interprété par Dalton Abbott (bébé), Edward Furlong (adolescent) et Michael Edwards (adulte)
- 2003 : Terminator 3 : Le Soulèvement des machines de Jonathan Mostow, interprété par Nick Stahl
- 2009 : Terminator Renaissance de McG, interprété par Christian Bale
- 2015 : Terminator Genisys d'Alan Taylor, interprété par Jason Clarke
- 2019 : Terminator: Dark Fate de Tim Miller, interprété par Jude Collie (doublure jeune d'Edward Furlong)

### Télévision
- 2008-2009 : Terminator : Les Chroniques de Sarah Connor (série TV), interprété par Thomas Dekker et John DeVito

### Attraction
- 1999 : T2 3-D: Battle Across Time de James Cameron, interprété par Edward Furlong